# 1881 Shao
1881 Shao è un asteroide della fascia principale. Scoperto nel 1940, presenta un'orbita caratterizzata da un semiasse maggiore pari a 3,1671506 UA e da un'eccentricità di 0,1106323, inclinata di 9,86841° rispetto all'eclittica.